# Kicker (football americano)
Il kicker (traducibile letteralmente con calciatore o calciante, abbreviato in K negli schemi di gioco) è un ruolo speciale del football americano e canadese, e indica il giocatore che esegue il calcio piazzato.
Per il particolare gesto, nelle leghe professionistiche sono stati ingaggiati alcuni giocatori originari dei paesi latini, in cui lo sport di massa è il calcio, ad esempio: il messicano Rafael Septién è stato il kicker titolare dei Dallas Cowboys per 9 stagioni (dal 1978 al 1986) ed ha avuto una carriera professionistica lunga complessivamente 13 stagioni, e l'italiano Massimo Manca, dopo avere giocato 3 partite nei Cincinnati Bengals nella stagione dello sciopero dei giocatori (1987), ha disputato un anno da titolare (1991) nei Barcelona Dragons della WLAF.
Non è da confondere con il punter (che esegue il calcio alla mano), ed è detto anche placekicker.

## Caratteristiche

### Compito principale
Può essere decisivo per la vittoria della propria squadra, segnando un field goal da 3 punti (tipicamente al quarto tentativo e quando la squadra è già abbastanza vicina ai pali dell'avversaria) oppure un extra point da 1 punto (dopo la segnatura di un touchdown). In queste azioni, un centro specialista nei passaggi lunghi, detto long snapper, esegue lo snap per uno specialista detto holder che ha il compito di posizionare correttamente la palla a terra e di reggerla fino al calcio.

### Altri compiti
Può anche eseguire il calcio piazzato di inizio tempo e della ripresa del gioco dopo una segnatura della propria squadra, oppure dopo un safety subito: in questi casi, il pallone viene posizionato dallo stesso kicker su un supporto di plastica atto a tenerlo in posizione ottimale per il calcio. Meno frequentemente, ad occuparsi di questi calci è il punter.

## Divisa
La divisa del kicker è tra le più leggere della squadra e consta di meno protezioni, siccome non è previsto che ingaggi contatti fisici con gli avversari. Tuttavia, in caso di emergenza sui ritorni dei calci d'inizio e di ripresa del gioco, anche il kicker deve tentare il placcaggio dell'avversario.

### Numero di maglia
Nella NFL il kicker è uno dei pochi ruoli, assieme al punter e al quarterback, che può avere un numero di una sola cifra sulla maglia, scelto da 1 a 9. Per questo ruolo, sono disponibili anche i numeri da 10 a 19 .
Nella NCAA il kicker può vestire un numero qualsiasi da 1 a 99.

## Altre informazioni
Sebbene siano tra i giocatori determinanti nell'incrementare il punteggio delle partite ed ottenere la vittoria, i kicker sono tra i giocatori meno pagati del roster. Attualmente, il giocatore con il più alto stipendio in questo ruolo è Stephen Gostkowski dei New England Patriots .
Al 2017, quattro kicker sono stati introdotti nella Hall of fame della NFL: Morten Andersen, George Blanda, Lou Groza e Jan Stenerud.